# Tuttinfamiglia
Tuttinfamiglia (talvolta scritto erroneamente Tutti in famiglia) è stato un gioco televisivo a premi trasmesso su Canale 5 dal 12 novembre 1984 al 24 giugno 1989.
Il primo conduttore fu Claudio Lippi dal 1984 al 1987, mentre dal 1987 al 1989 il gioco fu condotto dall'attore e cantante Lino Toffolo.

## Storia
Il programma era il primo adattamento italiano tratto dal celebre format statunitense delle reti ABC e CBS Family Feud in onda dal 1976. In particolare, la versione italiana era ispirata all'edizione statunitense prodotta nel 1982, a cura di Fatma Ruffini con la produzione affidata a Margherita Caligiuri.
Il programma andava in onda dalle ore 11:15 alle ore 12:00, seguito da Bis alle ore 12:00 e da Il pranzo è servito alle ore 12:35: Claudio Lippi e Lino Toffolo precedevano così gli storici conduttori Mike Bongiorno e Corrado. Durante l'estate il programma andava invece in onda alle ore 18:30, a cominciare dall'estate del 1985, quando esso venne prolungato per tutto il periodo estivo, nei mesi di luglio e agosto. Un'altra edizione estiva del programma andò in onda nel 1988. Il programma condivideva infine lo studio (il N°4 della Videotime) con: C'est la vie, Doppio Slalom, Help!, Il gioco delle coppie, e la seconda edizione di Tra moglie e marito più lo spin-off Cari genitori.

## Regolamento
Il gioco era costituito da varie prove nella quale partecipavano due squadre da cinque concorrenti divise in famiglie composte sempre da padre, madre, zio, zia e cugini. Questi erano i giochi presenti nel programma:
- Domandone notizie prese dai sondaggi: Claudio Lippi e Lino Toffolo formulavano una domanda su alcuni fatti ed avvenimenti accaduti. In alcune puntate condotte da Claudio Lippi c'erano state anche delle domande riguardo ad alcune notizie dall'Italia o dall'estero, in base a varie percentuali; in questo caso, due membri della famiglia dovevano munirsi di tre cartellini per trascrivere le risposte, e poi consegnarle al conduttore. Chi si avvicinava di più, poteva partire per primo con il gioco del Tris, che negli Stati Uniti si chiamava Tic Tac Toe. Nelle 2 edizioni condotte da Lino Toffolo veniva introdotto il gioco dei sondaggi, come prima prova.
- Gioco del Tris: Sul video wall formato da 9 caselle erano presenti i numeri da 1 a 9. Soltanto i 2 portavoce che stavano al centro potevano scegliere la casella con i numeri, gli altri potevano consultarsi con il consueto portavoce. I conduttori, alternandosi, facevano una serie di domande a tema o argomento: (biografie dei personaggi famosi, musica, spettacolo, Geografia, o anche "cazzottoni") per le quali per ogni risposta esatta compariva una "X". In caso di risposta errata compariva uno "O", ed era l'avversario a dover rispondere alla domanda. Vinceva chi faceva "Tris" in senso orizzontale, verticale o obliquo. Il montepremi in palio era di 300.000 lire;
- Argomenti a scelta: Due componenti della famiglia dovevano rispondere in 30 secondi a vari argomenti a scelta, e il gioco stesso doveva essere ripetuto anche per gli altri componenti della stessa;
- Il terzo gioco: Al gioco cominciava la famiglia che aveva vinto nel gioco precedente, (anche se a parità di punti). Il conduttore passò il "mazziere" al "portavoce" della famiglia che doveva leggere alcune domande a scelta riguardanti dei sondaggi, mentre gli altri concorrenti dovevano scrivere con carta e penna le risposte. Le famiglie che vincevano tornavano il giorno successivo;
- Gioco della piramide: Sul tabellone erano presenti sei bottini da 1.000.000 di lire. Uno dei due componenti della famiglia sceglieva una casella nella quale era indicata una categoria, e successivamente dovevano pensare ad alcuni nomi di cose o di persone stabiliti dalla categoria scelta. Chi raggiungeva il bottino vinceva appunto 1.000.000 di lire.

### Funzionamento del tabellone a video wall
In sala di regia era presente una pulsantiera, suddivisa in 2 parti: la parte inferiore e la parte superiore erano costituite in tutto da 27 tasti. Sulla parte inferiore venivano illuminati i 9 loghi della trasmissione, dove venivano poi caricate le diapositive sia per "Gli argomenti o materie a scelta" che per la fase finale del gioco (ovvero "Il gioco della piramide"); il collaboratore presente in sala di Regia, premeva un tasto dove era scritta la materia scelta dal concorrente e appariva il logo della materia trattata. Successivamente il collaboratore premeva un tasto dove compariva il bottino in gioco, e apparivano i milioni vinti dai concorrenti. Sulla parte superiore invece venivano illuminati alla sinistra i 9 numeri per il gioco del "Tris", mentre sulla parte destra dei pulsanti venivano illuminati i simboli del Tris, cioè un simbolo della "X" e un simbolo del "O". Il collaboratore di Regia, premeva invece il tasto sinistro dove venivano caricate sulle diapositive i nove numeri (da 1 a 9), e poi premeva il tasto destro, dove sul caricatore delle diapositive venivano illuminati i simboli del "Tris". Il suo principio di funzionamento era simile al proiettore di diapositive.

## Vallette
- 1984–1985: Monica Cabona, Alessandra Buzzi
- 1985–1986: Alessandra Buzzi, Paola Perego e Cristina Fantini
- 1986–1987: Alessandra Buzzi, Cristina Fantini, Elena Mattolini e Grace Rusconi
- 1987–1988: Paola Perego, Cristina Fantini ed Elena Mattolini
- 1988–1989: Paola Perego, Cristina Fantini ed Elena Mattolini

## Studi televisivi
Nei primi due anni di trasmissione (1984–1985) e 1985–1986, la scenografia dello studio era composta da: un grande tabellone formato da 9 visori, delle arcate rosa con bordi rossi che decoravano la scenografia, un pavimento circolare, e due pareti luminose che si coloravano di tonalità dal fucsia al blu mare. Una curiosità: la scenografia veniva sovrapposta a quella di Pentatlon, gioco spettacolo condotto da Mike Bongiorno.
Nell'edizione successiva venne cambiato lo studio televisivo, che risultava essere meno spazioso rispetto al precedente, ed era costituito da: un nuovo tabellone con 9 visori e bordi grigi, una cornice nera che decorava il tabellone, una parete bianca con ai fianchi degli spigoli neri, un pavimento blu mare con il logo della trasmissione, dei sfondi quadrettati in stile tridimensionale nella parte inferiore del tabellone.
Nelle edizioni 1987–1988 e 1988–1989, con l'arrivo di Lino Toffolo, logo e scenografia dello studio vennero rinnovati: fu cambiato il tabellone "gioco" corredato da una cornice nera. Lo sfondo era decorato con 4 pannelli con disegnato delle nuvole di varie dimensioni. Alle spalle dei concorrenti, vi erano due pannelli con disegnato dei grandi grattacieli. Il pavimento era rimasto lo stesso, ma con l'aggiunta del nuovo logo della trasmissione. Furono cambiate le postazioni dei concorrenti.

## Sigla e stacchetti
La sigla di "Tuttinfamiglia" accompagnato dal brano musicale "Atlantic Monday" di Nick Heyward, vedeva come sfondo la scenografia in campo largo, con il logo che saltellava su e giù. Il motivo musicale che accompagnava gli stacchetti dell'entrata delle famiglie in gara e del "Terzo gioco", era un frammento di Narada Michael Walden e aveva come titolo "The Real Thing", con qualche modifica, dalla 3ª alla 5ª edizione.

## Curiosità
Per le edizioni dal 1984 al 1987 venne utilizzato il primo logo della trasmissione. Dal 1987 al 1989 venne utilizzato un nuovo logo. Inoltre, in tutte le edizioni, sul video wall di 9 caselle erano presenti nove loghi di Tuttinfamiglia. La sigla è rimasta la stessa in tutte le stagioni del programma. Nell'edizione 1986–1987 all'ultima conduzione di Claudio Lippi, venne aggiunto il logo della trasmissione collocato sul pavimento, mentre nelle ultime due edizioni il nuovo logo fu collocato ancora sul pavimento. A partire dal 1987 venne aggiunto un altro sacco colmo di denaro, e vennero sostituiti i "$" presenti sui sacchi fino a quel momento con "₤".